# Leptoclinides erinaceus
Leptoclinides erinaceus är en sjöpungsart som beskrevs av Kott 200. Leptoclinides erinaceus ingår i släktet Leptoclinides och familjen Didemnidae. Inga underarter finns listade i Catalogue of Life.